# Oriente e Occidente
Oriente e Occidente (Orient et Occident) è un saggio di René Guénon, pubblicato nel 1924 per la prima volta in Francia con il titolo di Orient et Occident. Come molte altre opere dell'autore, il saggio vuole descrivere il rapporto tra Oriente e Occidente e soprattutto analizzare quella che Guénon ritiene la crisi dello spirito occidentale.

## Obiettivo
In quest'opera Guénon esamina il rapporto tra Oriente e Occidente, evidenziando le differenze più profonde tra queste due civiltà. Secondo l'autore, ciò che rende questi due mondi così lontani, se non opposti, è l'enorme diversità riguardo allo sviluppo del pensiero e al conseguente sviluppo delle società. Guénon prende come esempio l'approccio a ciò che definisce l'"intellettualità", legata all'aspetto spirituale. Se la civiltà orientale vede l'intellettualità come base solida e principio fondamentale, quella occidentale si fonda su un aspetto più materiale e superficiale: le scienze. Attraverso le conoscenze scientifiche, infatti, l'Occidente si impone come cultura dominante, imponendo anche i propri metodi e canoni. Nonostante l'apparente gloria, a detta di Guénon l'Occidente sta però giungendo a un'inesorabile autodistruzione causata proprio da una povertà spirituale e mancanza di principi.
Lo scopo finale di questo saggio, infatti, non è propriamente la descrizione di due diverse culture, ma l'esaltazione dell'intellettualità come mezzo che guiderà l'uomo occidentale verso la retta via, quella del pensiero orientale, più sano, profondo e metafisico; è quindi compito dell'occidente riavvicinarsi all'Oriente per cercare di salvarsi. Questa impresa sarà possibile solo grazie a un gruppo ristretto di individui, l'élite intellettuale. In particolare, Guénon usa l'etichetta di "élite intellectuelle" in riferimento agli intellettuali orientalisti che dovrebbero tentare di apportare un cambiamento nella mentalità degli uomini moderni occidentali, per fermare il processo di dissoluzione prima che questo completi il suo fatale ed irrevocabile progredire.

## Contenuti
| Premessa      | |
| Parte prima   | - Civiltà e progresso - La superstizione della scienza - La superstizione della vita - Terrori immaginari e pericoli reali |
| Parte seconda | - Tentativi infruttuosi - L'accordo sui principi - Costituzione e compito dell'élite - Intesa e non fusione                |
| Conclusione   | |

### Premessa
L'autore introduce il tema generale del saggio: la differenza e la distanza tra l'Oriente e l'Occidente moderno. Viene subito stabilito che le due tradizioni non possono però, essere paragonate poiché il modo in cui hanno sviluppato le proprie basi culturali è opposto. Il tratto che pone l'Oriente su un piano differente (e superiore) è l'approccio di questa civiltà verso "le cose di ordine intellettuale" che, dal punto di vista dell'autore, sono fondamentali per guidare un popolo verso uno sviluppo migliore, rispetto alle "cose materiali" superficiali, illusorie e demoniache. Nelle ultime pagine della premessa Guénon introduce il problema delle "illusioni occidentali" che esaminerà nella prima parte dello scritto.

### Parte prima:Illusioni occidentali
In questa prima parte, a sua volta suddivisa in quattro capitoli, Guénon cerca di spiegare l'origine del problema dell'Occidente, che prende forma già dai tempi del Rinascimento. Citando direttamente l'autore: 
Nelle pagine successive di questa parte dell'opera è evidenziata e analizzata l'accezione sbagliata che l'uomo moderno occidentale ha attribuito all'intellettualità, secondo cui essere intelligenti significa “applicare” la propria intelligenza concretamente e praticamente, saperla adeguare alle necessità industriali, rendendola un mezzo utile per raggiungere il potere e il massimo progresso materiale, economico, finanziario e scientifico.
Nel secondo capitolo, l'autore muove accuse nei confronti del filosofo Cartesio, il quale viene accusato di aver sminuito e travisato la metafisica come modalità di spiegare la fisica pratica e fenomenica, dando così origine a quello che viene chiamato da molti studiosi "Razionalismo Moderno". Ci saranno inoltre, nel corso di tutto il saggio, continui rimandi e critiche verso altri personaggi e movimenti filosofici.

### Parte seconda:Possibilità di riavvicinamento
L'autore fa un breve discorso sul punto di vista orientale riguardo alla regressione spirituale del mondo occidentale. L'Oriente sembra totalmente distaccato e disinteressato a questa regressione, poiché non è vittima del progresso materiale, ma anzi, lo rifiuta allontanandolo. Guénon abbraccia questo pensiero aggiungendo il proprio parere: "La materia è per sua natura un principio di divisione e separazione; tutto ciò che procede da essa non può servire a fondare un'unione reale e durevole, e d'altronde la sua legge è il cambiamento incessante".
Guénon suggerisce, attraverso i suoi ragionamenti, una conclusione logica: l'Occidente, pur negandolo, è completamente dipendente dall'Oriente, che rappresenta l'unico appiglio e l'unica fonte a cui può provare a ispirarsi per rinascere. La soluzione esiste ma non ha niente a che vedere con la sfera materiale o sentimentale come, erroneamente, hanno pensato gli uomini occidentali in passato sminuendo e deridendo la spiritualità orientale: ciò che salverà l'Occidente è la metafisica: essenza della vera intellettualità) raggiungibile grazie al ricongiungimento con lo spirito tradizionale orientale.
La conclusione riassume quello che è stato già detto nei capitoli precedenti, riguardo al popolo occidentale:
"Mostrare all'Occidente i suoi difetti, gli errori e le manchevolezze non significa dar prova di ostilità nei suoi confronti, anzi è l'unico modo di rimediare al male di cui soffre e di cui può morire, se non si riprende in tempo. Il compito è arduo e non privo di ostacoli, ma poco importa quando si è convinti della sua necessità; ci auguriamo soltanto che qualcuno capisca tale necessità. E quando la si abbia veramente compresa, non ci si può fermare a questo punto, così come quando si sono acquisite certe verità non le si può più dimenticare né rifiutarsi di accettarne tutte le conseguenze."

## L'Occidente moderno
Guénon muove numerose critiche all'Occidente, che viene etichettato come un mondo superficiale, privo di animo spirituale e considerato dalle altre culture come pericoloso e instabile. Per questo stesso motivo Guénon suggerisce il riavvicinamento da parte dell'Occidente all'Oriente e non viceversa in quanto l'Oriente non ha nulla da guadagnare da questo ricongiungimento. L'Occidente invece ha bisogno di ritrovare l'attitudine spirituale e trascendentale per evitare l'autodistruzione e l'estinzione del mondo moderno. 
In passato il mondo occidentale era più incentrato su questo aspetto che ora sembra aver perso. Nel Medioevo la civiltà occidentale aveva un carattere indiscutibilmente tradizionale (e quindi fondato su principi solidi). Questo sembra dare uno spunto all'autore che suggerisce di ricongiungersi con l'Oriente ma anche di trarre ispirazione da alcuni concetti che caratterizzavano l'età medievale. Il Medioevo è un buon punto di partenza per l'Occidente moderno data la sua struttura sociale organizzata gerarchicamente. Questa struttura, simile a quella orientale, permetteva inoltre gli scambi intellettuali, cosa che non accade più durante l'epoca moderna. Anzi in età moderna, secondo l'autore, esiste un pregiudizio verso ciò che è lontano dal pensiero contemporaneo e occidentale; tale attitudine all'interno del saggio prende il nome di "pregiudizio classico".

## L'avvicinamento all'Oriente
Riguardo al ricongiungimento tra i due mondi, Guénon pone come punto di partenza uno studio profondo delle dottrine orientali che implicherebbe anche uno sviluppo individuale di chi lo pratica. Gli individui che adempiranno a questo compito non devono necessariamente essere numerosi: bastano pochi adepti, ma è importante che questi pochi assorbano completamente le idee che fondano il pensiero orientale (quindi l'intellettualità vera). Un'altra soluzione, per l'autore, è la possibile esistenza di individui legati al retaggio culturale medievale.
Inoltre, come anticipato nella prima parte del saggio, la prima mossa per un possibile riavvicinamento sta all'Occidente, che deve prendere spunto da Oriente. Quest'ultimo però può contribuire, anche se in forma minima, ad aiutare il mondo moderno, presentando le proprie dottrine e i propri insegnamenti in maniera più adatta e comprensibile.

## I princìpi
I princìpi svolgono un compito importantissimo: è appunto nella loro mancanza o insufficienza che viene localizzato il problema dell'Occidente. I principi di cui parla Guénon sono princìpi assoluti e invariabili, dall'essenza puramente intellettuale, che fanno riferimento alla sfera universale e quindi all'aspetto metafisico della conoscenza. Questo implicazione di una natura metafisica della conoscenza annulla il punto di vista occidentale che vedeva la conoscenza come un'entità legata al mondo sensibile e tangibile.
Su questi princìpi si fonda la civiltà a cui deve aspirare l'Occidente, legata a una tradizione (una civiltà tradizionale è una civiltà che poggia sui princìpi), ma questo traguardo è ancora lontano. Infatti Guénon descrive il mondo occidentale come anarchico e non tradizionale, privo di princìpi e per questo destinato all'autodistruzione.

## La metafisica
La metafisica è la pura essenza della conoscenza: ha natura irrazionale e, poiché la ragione umana ha a che fare solo con le cose sensibili, risulta per molti uomini inarrivabile. Nella gerarchia necessaria delle conoscenze, la metafisica sta al di sopra della scienza (motivo per cui l'Oriente risulta superiore all'Occidente che basa il suo sviluppo sulle scienze) ed è la conoscenza intellettuale pura e trascendente. Solo la metafisica può condurre gli uomini verso i principi di ordine universale, quindi gli occidentali devono cercarla dove ancora esiste nella tradizione dei popoli, in Oriente.
In passato l'Occidente ha avuto un avvicinamento alla realtà metafisica ma solo parzialmente. Questo è dato dall'accordo tra metafisica e teologia perché da un certo punto di vista le verità teologiche sono considerate come una parziale interpretazione delle verità metafisiche.

## L'élite intellettuale
L'élite intellettuale è un'organizzazione astratta ben lontana dal concetto esteriore di società: deve seguire il carattere immutabile della metafisica e allontanarsi da quella che è la transitorietà del mondo fenomenico, quindi evitare ogni forma di manifestazione. Stabilita la natura astratta dell'élite, l'autore afferma che questa ha comunque un'influenza sulla società, indiretta ma efficace. Formata da un ristretto numero di individui, l'élite utilizza come mezzo per raggiungere il proprio scopo lo studio della tradizione orientale e il ricongiungimento del mondo moderno con quello medievale. Tale organizzazione, in un futuro ancora lontano, sarà capace di guidare gli occidentali verso la salvezza.

## Le tre dottrine orientali
Nell'ultimo capitolo si fa riferimento all'analogia tra alcune civiltà orientali, accomunate dallo spirito tradizionale, portatore dei princìpi assoluti. Infatti, secondo Guénon, la metafisica è per natura unica e indivisibile ma si può manifestare in diverse modalità tra cui la tradizione.
Le civiltà citate all'interno del capitolo sono quella indù, cinese e islamica, indicando però quella indù come punto d'incontro tra la cultura occidentale e quella orientale e quindi come modello a cui affidarsi. Guénon afferma: "Le forme di espressione delle dottrine indù pur essendo anch'esse molto diverse da tutte quelle a cui è abituato il pensiero occidentale, sono relativamente più assimilabili e offrono più larghi margini di adattamento; potremmo dire che l'India, occupando una posizione intermedia nel complesso dell'Oriente, non è né troppo lontana né troppo vicina ad Occidente."
Successivamente l'autore evidenzia i nettissimi caratteri distintivi di India e Cina che però risultano superficiali e futili in quanto ciò che le lega e le accomuna è un'entità primordiale che le governa, ben più profonda e solida di qualsiasi altro carattere etnico o culturale. Ciò impone che esse siano entrambe regolate dai medesimi principi.
"Tutte le dottrine complete dal punto di vista metafisico sono pienamente equivalenti e possiamo dire che sono necessariamente identiche".

## Personaggi e movimenti filosofici citati
Nel corso dell'opera Guénon cita diversi autori e filosofi, accusandoli di aver mal interpretato le dottrine orientali e aver così causato un allontanamento da quello che era il vero messaggio. Secondo l'autore Schopenhauer e il suo discepolo Eduard von Hartmann sono i massimi esponenti di quella concezione sbagliata che si farà strada in tutto l'occidente. Infatti egli etichetta il "pessimismo buddhista" di Schopenhauer come la peggiore interpretazione del pensiero indù.
Vengono anche citati Deussen, Muller e Olderberg.
Guénon muove delle aspre critiche nei confronti di Bergson, accusandolo di aver sminuito il carattere intellettuale dell'Oriente, ma oltre a lui sono citati come una riduzione dell'intelletto anche Cartesio e il suo pensiero razionalista. Guénon non sembra apprezzare niente di ciò che ha origini occidentali come lo scientismo, il positivismo e il razionalismo moderno, tutte correnti che pongono le radici nella scienza, descritta dall'autore come "sapere ignorante".

## Storia editoriale
Oriente e Occidente è stato pubblicato per la prima volta in Francia nel 1924. Nel 1948 l’autore fece ristampare la propria opera per inserire alla fine del libro un’aggiunta. 
In queste ultime pagine, Guénon esprime il proprio malcontento, affermando che dopo l’uscita della prima versione di Oriente e Occidente la situazione occidentale non ha fatto che peggiorare sotto tutti gli aspetti possibili.
“In Occidente, il disordine di tutti i campi è diventato così evidente, che sono sempre di più coloro che cominciano a mettere in dubbio il valore della civiltà moderna”.
Guénon fa menzione anche dell’Oriente,  vittima della modernizzazione occidentale. L'autore propone la situazione in India come esempio più evidente dell’influenza negativa dell’Occidente; esprime comunque la sua fiducia nella tradizione orientale, unica "arma" capace di resistere all'"invasione moderna". Infatti, secondo Guénon, lo spirito tradizionale permane soltanto nelle forme orientali.
Successivamente all’aggiunta di queste ultime pagine, l'opera completa viene tradotta in italiano, inglese, e nel 2003 in spagnolo, suscitando la curiosità di molti filosofi ed esoteristi.
Il tema del conflitto tra Oriente e Occidente verrà approfondito anche in altre opere pubblicate successivamente da Guénon: La crisi del mondo moderno del 1927 e La metafisica orientale del 1939

## Edizioni
- René Guénon, Orient et Occident, Paris, Payot, 1924.
- René Guénon, Orient et Occident, Paris, Véga, 1948.
- René Guénon, East and West, London, Luzac, 1941.
- René Guénon, Oriente e Occidente, Torino, Edizioni studi tradizionali, 1965.
- René Guénon, Oriente e Occidente, Milano, Luni, 1993.
- René Guénon, Oriente et Occidente, Milano, Adelphi, 2016.
- René Guénon, Oriente y Occidente, Barcellona, José J. Olañeta Editor, 2003.